# قائمة الدول حسب عدد الدول المجاورة
هذه قائمة بأسماء الدول حسب عدد الدول المجاورة وكذلك أسماء الدول المجاورة.
| الدولة أو المنطقة (المناطق التي ليست ذات سيادة كاملة مكتوبة بخط مائل) | عدد دول الجوار المُشترِكة بحدود برية | عدد الحدود البحرية المجاورة | عدد دول الجوار الكلي | دول الجوار والمناطق (المناطق التي ليست ذات سيادة كاملة مكتوبة بخط مائل) الرمز (بر) = مُشترِكة فقط بحدود برية الرمز (بحر) = مُشترِكة فقط بحدود بحرية الفراغ = مُشترِكة بحدود برية وبحرية |
| --- | ---------------------------------- | --------------------------- | -------------------- | --- |
| أبخازيا | 2                                  | 3                           | 3                    | جورجيا · روسيا · تركيا (بحر) |
| أرض أديلي (فرنسا) | 1                                  | 1                           | 1                    | الإقليم الأسترالي في القارة القطبية الجنوبية (أستراليا) |
| أفغانستان | 6                                  | 0                           | 6                    | الصين (بر) · إيران (بر) · باكستان (بر) · طاجيكستان (بر) · تركمانستان (بر) · أوزبكستان (بر) |
| أكروتيري ودكليا (المملكة المتحدة) | 1                                  | 1                           | 1                    | قبرص · الخط الأخضر (بر) |
| ألبانيا | 4                                  | 3                           | 5                    | اليونان · إيطاليا (بحر) · الجبل الأسود · مقدونيا الشمالية (بر) · كوسوفو (بر) |
| الجزائر | 7                                  | 4                           | 9                    | إيطاليا (بحر) · ليبيا (بر) · مالي (بر) · موريتانيا (بر) · المغرب · النيجر (بر) · إسبانيا (بحر) · تونس · الصحراء الغربية (بر) |
| ساموا الأمريكية (الولايات المتحدة) | 0                                  | 3 (5)                       | 3 (5)                | ساموا (بحر) · تونغا (بحر) · جزر كوك (نيوزيلندا) (بحر) · نييوي (نيوزيلندا) (بحر) · توكيلاو (نيوزيلندا) (بحر) |
| أندورا | 2                                  | 0                           | 2                    | فرنسا (بر) · إسبانيا (بر) |
| أنغولا | 4                                  | 3                           | 4                    | جمهورية الكونغو الديمقراطية · جمهورية الكونغو · ناميبيا · زامبيا (بر) |
| أنجويلا (المملكة المتحدة) | 0                                  | 4 (6)                       | 4 (6)                | أنتيغوا وباربودا (بحر) · الجزر العذراء البريطانية (المملكة المتحدة) (بحر) · هولندا (بحر) · سان بارتليمي (فرنسا) (بحر) · تجمع سان مارتين (فرنسا) (بحر) · جزر العذراء الأمريكية (الولايات المتحدة) (بحر) |
| أنتيغوا وباربودا | 0                                  | 3 (5)                       | 3 (5)                | فرنسا (بحر) · سانت كيتس ونيفيس (بحر) · أنجويلا (المملكة المتحدة) (بحر) · مونتسرات (المملكة المتحدة) (بحر) · سان بارتيلمي (فرنسا) (بحر) |
| الأرجنتين | 5                                  | 3                           | 6                    | بوليفيا (بر) · البرازيل (بر) · تشيلي · باراغواي (بر) · أوروغواي · جزر فوكلاند (المملكة المتحدة) (بحر) |
| المقاطعة الأرجنتينية بالقارة القطبية الجنوبية (الأرجنتين) | 2                                  | 2                           | 2                    | المقاطعة التشيلية بالقارة القطبية الجنوبية (تشيلي) · المقاطعة البريطانية بالقارة القطبية الجنوبية (المملكة المتحدة) |
| أرمينيا | 4                                  | 0                           | 4                    | أذربيجان (بر) · جورجيا (بر) · إيران (بر) · تركيا (بر) |
| جمهورية أرتساخ | 3                                  | 0                           | 3                    | أرمينيا (بر) · أذربيجان (بر) · إيران (بر) |
| أروبا (مملكة هولندا) | 0                                  | 2 (3)                       | 2 (3)                | كوراساو (مملكة هولندا) (بحر) · جمهورية الدومينيكان (بحر) · فنزويلا (بحر) |
| جزر أشمور وكارتيير (أستراليا) | 0                                  | 2 (3)                       | 2 (3)                | أستراليا (بحر) · تيمور الشرقية (بحر) · إندونيسيا (بحر) |
| أستراليا · يشمل: جزر بحر المرجان · جزر أشمور وكارتيير · جزيرة كريسماس · جزر كوكس · جزيرة هيرد وجزر ماكدونالد · جزيرة نورفولك | 0                                  | 6 (7)                       | 6 (7)                | تيمور الشرقية (بحر) · إندونيسيا (بحر) · نيوزيلندا (بحر) · بابوا غينيا الجديدة (بحر) · جزر سليمان (بحر) · أراض فرنسية جنوبية وأنتارتيكية (فرنسا) (بحر) · كاليدونيا الجديدة (فرنسا) (بحر) |
| أستراليا | 0                                  | 4 (6)                       | 4 (6)                | جزر أشمور وكارتيير (أستراليا) (بحر) · جزر بحر المرجان (أستراليا) (بحر) · تيمور الشرقية (بحر) · إندونيسيا (بحر) · نيوزيلندا (بحر) · بابوا غينيا الجديدة (بحر) |
| الإقليم الأسترالي في القارة القطبية الجنوبية (أستراليا) | 3                                  | 3                           | 3                    | أرض أديلي (فرنسا) أرض الملكة مود (النرويج) منطقة روس (نيوزيلندا) |
| النمسا | 8                                  | 0                           | 8                    | التشيك (بر) · ألمانيا (بر) · المجر (بر) · إيطاليا (بر) · ليختنشتاين (بر) · سلوفاكيا (بر) · سلوفينيا (بر) · سويسرا (بر) |
| أذربيجان | 5                                  | 4                           | 7                    | أرمينيا (بر) · جورجيا (بر) · إيران · كازاخستان (بحر) · روسيا · تركيا (بر) · تركمانستان (بحر) |
| باهاماس | 0                                  | 4                           | 4                    | كوبا (بحر) · هايتي (بحر) · الولايات المتحدة (بحر) · جزر توركس وكايكوس (المملكة المتحدة)(بحر) |
| البحرين | 0                                  | 3                           | 3                    | إيران (بحر) · قطر (بحر) · السعودية (بحر) |
| جزيرة بيكر (الولايات المتحدة) | 0                                  | 1 (2)                       | 1 (2)                | جزيرة هاولاند (الولايات المتحدة) (بحر) · كيريباتي (بحر) |
| بنغلاديش | 2                                  | 2                           | 2                    | ميانمار · الهند |
| باربادوس | 0                                  | 6                           | 6                    | فرنسا (بحر) · غويانا (بحر) · سانت لوسيا (بحر) · سانت فينسنت والغرينادين (بحر) · ترينيداد وتوباغو (بحر) · فنزويلا (بحر) |
| بيلاروسيا | 5                                  | 0                           | 5                    | لاتفيا (بر) · ليتوانيا (بر) · بولندا (بر) · روسيا (بر) · أوكرانيا (بر) |
| بلجيكا | 4                                  | 3                           | 5                    | فرنسا · ألمانيا (بر) · لوكسمبورغ (بر) · هولندا · المملكة المتحدة (بحر) |
| بليز | 2                                  | 3                           | 3                    | غواتيمالا · هندوراس (بحر) · المكسيك |
| بنين | 4                                  | 2                           | 4                    | بوركينا فاسو (بر) · النيجر (بر) · نيجيريا · توغو |
| برمودا (المملكة المتحدة) | 0                                  | 0                           | 0                    | |
| بوتان | 2                                  | 0                           | 2                    | الصين (بر) · الهند (بر) |
| بوليفيا | 5                                  | 0                           | 5                    | الأرجنتين (بر) · البرازيل (بر) · تشيلي (بر) · باراغواي (بر) · بيرو (بر) |
| البوسنة والهرسك | 3                                  | 1                           | 3                    | كرواتيا · الجبل الأسود (بر) · صربيا (بر) |
| بوتسوانا | 4                                  | 0                           | 4                    | ناميبيا (L) · جنوب أفريقيا (بر) · زامبيا (بر) · زيمبابوي (بر) |
| جزيرة بوفيه (النرويج) | 0                                  | 0                           | 0                    | |
| البرازيل | 10                                 | 2                           | 10                   | الأرجنتين (بر) · بوليفيا (بر) · كولومبيا (بر) · فرنسا · غويانا (بر) · باراغواي (بر) · بيرو (بر) · سورينام (بر) · أوروغواي · فنزويلا (بر) |
| المقاطعة البريطانية بالقارة القطبية الجنوبية (المملكة المتحدة) | 3                                  | 3                           | 3                    | المقاطعة التشيلية بالقارة القطبية الجنوبية (تشيلي) · المقاطعة الأرجنتينية بالقارة القطبية الجنوبية (الأرجنتين) · أرض الملكة مود (النرويج) |
| إقليم المحيط الهندي البريطاني (المملكة المتحدة) | 0                                  | 1                           | 1                    | جزر المالديف (بحر) |
| الجزر العذراء البريطانية (المملكة المتحدة) | 0                                  | 1 (3)                       | 1 (3)                | أنجويلا (المملكة المتحدة) (بحر) · بورتوريكو (الولايات المتحدة) (بحر) · جزر العذراء الأمريكية (الولايات المتحدة) (بحر) |
| بروناي | 1                                  | 5                           | 5                    | الصين (بحر) · ماليزيا · الفلبين (بحر) · تايوان (بحر) · فيتنام (بحر) |
| بلغاريا | 5                                  | 2                           | 5                    | اليونان (بر) · مقدونيا الشمالية (بر) · رومانيا · صربيا (بر) · تركيا |
| بوركينا فاسو | 6                                  | 0                           | 6                    | بنين (بر) · ساحل العاج (بر) · غانا (بر) · مالي (بر) · النيجر (بر) · توغو (بر) |
| بوروندي | 3                                  | 0                           | 3                    | جمهورية الكونغو الديمقراطية (بر) · رواندا (بر) · تنزانيا (بر) |
| كمبوديا | 3                                  | 3                           | 4                    | لاوس (بر) · ماليزيا (بحر) · تايلاند · فيتنام |
| الكاميرون | 6                                  | 2                           | 6                    | جمهورية أفريقيا الوسطى (بر) · تشاد (بر) · جمهورية الكونغو (بر) · غينيا الاستوائية · الغابون (بر) · نيجيريا |
| كندا | 1                                  | 3                           | 3                    | الولايات المتحدة · جرينلاند (الدنمارك) (بحر) · سان بيار وميكلون (فرنسا) (بحر) |
| الرأس الأخضر | 0                                  | 3                           | 3                    | غامبيا (بحر) · موريتانيا (بحر) · السنغال (بحر) |
| جزر كايمان (المملكة المتحدة) | 0                                  | 3                           | 3                    | كوبا (بحر) · هندوراس (بحر) · جامايكا (بحر) |
| جمهورية أفريقيا الوسطى | 6                                  | 0                           | 6                    | الكاميرون (بر) · تشاد (بر) · جمهورية الكونغو الديمقراطية (بر) · جمهورية الكونغو (بر) · جنوب السودان (بر) · السودان (بر) |
| تشاد | 6                                  | 0                           | 6                    | الكاميرون (بر) · جمهورية أفريقيا الوسطى (بر) · ليبيا (بر) · النيجر (بر) · نيجيريا (بر) · السودان (بر) |
| تشيلي | 3                                  | 2                           | 3                    | الأرجنتين · بوليفيا (بر) · بيرو |
| المقاطعة التشيلية بالقارة القطبية الجنوبية (تشيلي) | 2                                  | 3                           | 3                    | المقاطعة الأرجنتينية بالقارة القطبية الجنوبية (الأرجنتين) · المقاطعة البريطانية بالقارة القطبية الجنوبية (المملكة المتحدة) · جزيرة بطرس الأول (النرويج) (بحر) |
| الصين | 14 (16)                            | 9 (11)                      | 21 (23)              | أفغانستان (بر) · بوتان (بر) · بروناي (بحر) · الهند (بر) · إندونيسيا (بحر) · اليابان (بحر) · كازاخستان (بر) · كوريا الشمالية · كوريا الجنوبية (بحر) · قرغيزستان (بر) · لاوس (بر) · ماليزيا (بحر) · منغوليا (بر) · ميانمار (بر) · نيبال (بر) · باكستان (بر) · الفلبين (بحر) · روسيا (بر) · طاجيكستان (بر) · فيتنام · هونغ كونغ (الصين) · ماكاو (الصين) · تايوان (بحر) |
| جزيرة كريسماس (أستراليا) | 0                                  | 1                           | 1                    | إندونيسيا (بحر) |
| جزيرة كليبرتون (فرنسا) | 0                                  | 0                           | 0                    | |
| جزر كوكس (أستراليا) | 0                                  | 0                           | 0                    | |
| كولومبيا | 5                                  | 8                           | 10                   | البرازيل (بر) · كوستاريكا (بحر) · جمهورية الدومينيكان (بحر) · الإكوادور · هايتي (بحر) · جامايكا (بحر) · نيكاراجوا (بحر) · بنما · بيرو (بر) · فنزويلا |
| جزر القمر | 0                                  | 5 (6)                       | 5 (6)                | فرنسا (بحر) · مدغشقر (بحر) · موزمبيق (بحر) · سيشل (بحر) · تنزانيا (بحر) · أراض فرنسية جنوبية وأنتارتيكية (فرنسا) (بحر) |
| جمهورية الكونغو الديمقراطية | 9                                  | 2                           | 9                    | أنغولا · بوروندي (بر) · جمهورية أفريقيا الوسطى (بر) · جمهورية الكونغو · رواندا (بر) · جنوب السودان (بر) · تنزانيا (بر) · أوغندا (بر) · زامبيا (بر) |
| جمهورية الكونغو | 5                                  | 3                           | 5                    | أنغولا · الكاميرون (بر) · جمهورية أفريقيا الوسطى (بر) · جمهورية الكونغو الديمقراطية · الغابون |
| جزر كوك (نيوزيلندا) | 0                                  | 3 (5)                       | 3 (5)                | كيريباتي (بحر) · ساموا الأمريكية (الولايات المتحدة) (بحر) · بولينزيا الفرنسية (فرنسا) (بحر) · نييوي (نيوزيلندا) (بحر) · توكيلاو (نيوزيلندا) (بحر) |
| جزر بحر المرجان (أستراليا) | 0                                  | 3 (4)                       | 3 (4)                | أستراليا (بحر) · كاليدونيا الجديدة (فرنسا) (بحر) · بابوا غينيا الجديدة (بحر) · جزر سليمان (بحر) |
| كوستاريكا | 2                                  | 4                           | 4                    | كولومبيا (بحر) · الإكوادور (بحر) · نيكاراجوا · بنما |
| ساحل العاج | 5                                  | 2                           | 5                    | بوركينا فاسو (بر) · غانا · غينيا (بر) · ليبيريا · مالي (بر) |
| كرواتيا | 5                                  | 4                           | 6                    | البوسنة والهرسك · المجر (بر) · إيطاليا (بحر) · الجبل الأسود · صربيا (بر) · سلوفينيا |
| كوبا | 0                                  | 7 (8)                       | 7 (8)                | باهاماس (بحر) · هايتي (بحر) · هندوراس (بحر) · جامايكا (بحر) · المكسيك (بحر) · الولايات المتحدة (بحر) · جزر كايمان (المملكة المتحدة) (بحر) · جزيرة نافاسا (الولايات المتحدة) (بحر) |
| كوراساو (مملكة هولندا) | 0                                  | 2 (4)                       | 2 (4)                | جمهورية الدومينيكان (بحر) · هولندا (بحر) · فنزويلا (بحر) · أروبا (مملكة هولندا) (بحر) |
| قبرص | 1                                  | 8                           | 8                    | قبرص الشمالية (بحر) · مصر (بحر) · اليونان (بحر) · إسرائيل (بحر) · لبنان (بحر) · سوريا (بحر) · تركيا (بحر) · أكروتيري ودكليا (المملكة المتحدة) · الخط الأخضر |
| قبرص الشمالية | 1                                  | 4                           | 4                    | قبرص (بحر) · سوريا (بحر) · تركيا (بحر) · أكروتيري ودكليا (المملكة المتحدة) · الخط الأخضر |
| التشيك | 4                                  | 0                           | 4                    | النمسا (بر) · ألمانيا (بر) · بولندا (بر) · سلوفاكيا (بر) |
| الدنمارك | 1                                  | 5                           | 5                    | ألمانيا · النرويج (بحر) · بولندا (بحر) · السويد (بحر) · المملكة المتحدة (بحر) |
| الدنمارك · تشمل: · الدنمارك · جزر فارو · جرينلاند | 1                                  | 7 (9)                       | 7 (9)                | كندا (بحر) · ألمانيا · آيسلندا (بحر) · النرويج (بحر) · بولندا (بحر) · السويد (بحر) · المملكة المتحدة (بحر) · يان ماين (النرويج) (بحر) · سفالبارد (النرويج) (بحر) |
| جيبوتي | 3                                  | 3                           | 4                    | إريتريا · إثيوبيا (بر) · الصومال · اليمن (بحر) · تتشارك جيبوتي الحدود مع صوماليلاند، التي يعتبرها المجتمع الدولي جزءًا من الصومال |
| دومينيكا | 0                                  | 2                           | 2                    | فرنسا (بحر) · فنزويلا (بحر) |
| جمهورية الدومينيكان | 1                                  | 6 (7)                       | 6 (7)                | كولومبيا (بحر) · هايتي · فنزويلا (بحر) · أروبا (مملكة هولندا) (بحر) · كوراساو (مملكة هولندا) (بحر) · بورتوريكو (الولايات المتحدة) (بحر) · جزر توركس وكايكوس (المملكة المتحدة) (بحر) |
| تيمور الشرقية | 1                                  | 2 (3)                       | 2 (3)                | أستراليا (بحر) · إندونيسيا · جزر أشمور وكارتيير (أستراليا) (بحر) |
| الإكوادور | 2                                  | 3                           | 3                    | كولومبيا · كوستاريكا (بحر) · بيرو |
| مصر | 4                                  | 9                           | 9                    | قبرص (بحر) · اليونان (بحر) · إسرائيل · الأردن (بحر) · ليبيا · السعودية (بحر) · السودان · تركيا (بحر) · فلسطين |
| السلفادور | 2                                  | 3                           | 3                    | غواتيمالا · هندوراس · نيكاراجوا (بحر) |
| غينيا الاستوائية | 2                                  | 4                           | 4                    | الكاميرون · الغابون · نيجيريا (بحر) · ساو تومي وبرينسيب (بحر) |
| إريتريا | 3                                  | 4                           | 5                    | جيبوتي · السعودية (بحر) · السودان · إثيوبيا (بر) · اليمن (بحر) |
| إستونيا | 2                                  | 4                           | 4                    | فنلندا (بحر) · لاتفيا · روسيا · السويد (بحر) |
| إسواتيني | 2                                  | 0                           | 2                    | موزمبيق (بر) · جنوب أفريقيا (بر) |
| إثيوبيا | 6                                  | 0                           | 6                    | جيبوتي (بر) · إريتريا (بر) · كينيا (بر) · الصومال (بر) · جنوب السودان (بر) · السودان (بر) |
| جزر فوكلاند (المملكة المتحدة) | 0                                  | 1                           | 1                    | الأرجنتين (بحر) |
| جزر فارو (الدنمارك) | 0                                  | 3                           | 3                    | آيسلندا (بحر) · النرويج (بحر) · المملكة المتحدة (بحر) |
| فيجي | 0                                  | 5 (6)                       | 5 (6)                | جزر سليمان (بحر) · تونغا (بحر) · توفالو (بحر) · فانواتو (بحر) · كاليدونيا الجديدة (فرنسا) (بحر) · والس وفوتونا (فرنسا) (بحر) |
| فنلندا | 3                                  | 3                           | 4                    | إستونيا (بحر) · النرويج (بر) · روسيا · السويد |
| فرنسا | 10                                 | 15 (19)                     | 19 (23)              | أندورا (بر) · أنتيغوا وباربودا (بحر) · باربادوس (بحر) · بلجيكا · البرازيل · جزر القمر (بحر) · دومينيكا (بحر) · ألمانيا (بر) · إيطاليا · لوكسمبورغ (بر) · مدغشقر (بحر) · موريشيوس (بحر) · موناكو · سانت لوسيا (بحر) · إسبانيا · سويسرا (بر) · سورينام · المملكة المتحدة (بحر) · فنزويلا (بحر) · أراض فرنسية جنوبية وأنتارتيكية (فرنسا) (بحر) · غيرنزي (المملكة المتحدة) (بحر) · جيرزي (المملكة المتحدة) (بحر) · مونتسرات (المملكة المتحدة) (بحر) |
| فرنسا مقاطعات وأقاليم ما وراء البحار الفرنسية · تشمل: · جزيرة كليبرتون · بولينزيا الفرنسية · أراض فرنسية جنوبية وأنتارتيكية · كاليدونيا الجديدة · سان بارتليمي · تجمع سان مارتين · سان بيار وميكلون · والس وفوتونا | 11                                 | 29 (38)                     | 33 (42)              | أندورا (بر) · أنتيغوا وباربودا (بحر) · باربادوس (بحر) · بلجيكا · البرازيل · كندا (بحر) · جزر القمر (بحر) · دومينيكا (بحر) · فيجي (بحر) · ألمانيا (بر) · إيطاليا · كيريباتي (بحر) · لوكسمبورغ (بر) · مدغشقر (بحر) · موريشيوس (بحر) · موناكو · موزمبيق (بحر) · هولندا · سانت كيتس ونيفيس (بحر) · سانت لوسيا (بحر) · ساموا (بحر) · سيشل (بحر) · جزر سليمان (بحر) · إسبانيا · سورينام · سويسرا (بر) · تونغا (بحر) · توفالو (بحر) · المملكة المتحدة (بحر) · فانواتو (بحر) · فنزويلا (بحر) · أنجويلا (المملكة المتحدة) (بحر) · جزر كوك (نيوزيلندا) (بحر) · جزر بحر المرجان (أستراليا) (بحر) · غيرنزي (المملكة المتحدة) (بحر) · جزيرة هيرد وجزر ماكدونالد (أستراليا) (بحر) · جيرزي (المملكة المتحدة) (بحر) · مونتسرات (المملكة المتحدة) (بحر) · سينت مارتن (مملكة هولندا) · جزيرة نورفولك (أستراليا) (بحر) · جزر بيتكيرن (المملكة المتحدة) (بحر) · توكيلاو (نيوزيلندا) (بحر) |
| بولينزيا الفرنسية (فرنسا) | 0                                  | 3                           | 3                    | كيريباتي (بحر) · جزر كوك (نيوزيلندا) (بحر) · جزر بيتكيرن (المملكة المتحدة) (بحر) |
| أراض فرنسية جنوبية وأنتارتيكية (فرنسا) | 0                                  | 6 (7)                       | 6 (7)                | جزر القمر (بحر) · فرنسا (بحر) · مدغشقر (بحر) · موريشيوس (بحر) · موزمبيق (بحر) · سيشل (بحر) · جزيرة هيرد وجزر ماكدونالد (أستراليا) (بحر) |
| الغابون | 3                                  | 3                           | 4                    | الكاميرون (بر) · جمهورية الكونغو · غينيا الاستوائية · ساو تومي وبرينسيب (بحر) |
| غامبيا | 1                                  | 2                           | 2                    | الرأس الأخضر (بحر) · السنغال |
| جورجيا | 4                                  | 2                           | 4                    | أرمينيا (بر) · أذربيجان (بر) · روسيا · تركيا |
| ألمانيا | 9                                  | 5                           | 11                   | النمسا (بر) · بلجيكا (بر) · التشيك (بر) · الدنمارك · فرنسا (بر) · لوكسمبورغ (بر) · هولندا · بولندا · السويد (بحر) · سويسرا (بر) · المملكة المتحدة (بحر) |
| غانا | 3                                  | 2                           | 3                    | بوركينا فاسو (بر) · ساحل العاج · توغو |
| جبل طارق (المملكة المتحدة) | 1                                  | 1                           | 1                    | إسبانيا |
| اليونان | 4                                  | 6                           | 8                    | ألبانيا · بلغاريا (بر) · قبرص (بحر) · مصر (بحر) · إيطاليا (بحر) · ليبيا (بحر) · مقدونيا الشمالية (بر) · تركيا |
| جرينلاند (الدنمارك) | 0                                  | 3 (4)                       | 3 (4)                | كندا (بحر) · آيسلندا (بحر) · يان ماين (النرويج) (بحر) · سفالبارد (النرويج) (بحر) |
| غرينادا | 0                                  | 3                           | 3                    | سانت فينسنت والغرينادين (بحر) · ترينيداد وتوباغو (بحر) · فنزويلا (بحر) |
| غوام (الولايات المتحدة) | 0                                  | 1 (2)                       | 1 (2)                | ميكرونيسيا (بحر) · جزر ماريانا الشمالية (الولايات المتحدة) (بحر) |
| غواتيمالا | 4                                  | 4                           | 4                    | بليز · السلفادور · هندوراس · المكسيك |
| غيرنزي (المملكة المتحدة) | 0                                  | 1 (3)                       | 1 (3)                | فرنسا (بحر) · المملكة المتحدة (بحر) · جيرزي (المملكة المتحدة) (بحر) |
| غينيا | 6                                  | 2                           | 6                    | ساحل العاج (بر) · غينيا بيساو · ليبيريا (بر) · مالي (بر) · السنغال (بر) · سيراليون |
| غينيا بيساو | 2                                  | 2                           | 2                    | غينيا · السنغال |
| غويانا | 3                                  | 4                           | 5                    | باربادوس (بحر) · البرازيل (بر) · سورينام · ترينيداد وتوباغو (بحر) · فنزويلا |
| هايتي | 1                                  | 7                           | 7                    | باهاماس (بحر) · كولومبيا (بحر) · كوبا (بحر) · جمهورية الدومينيكان · جامايكا (بحر) · جزيرة نافاسا (الولايات المتحدة) (بحر) · جزر توركس وكايكوس (المملكة المتحدة) (بحر) |
| جزيرة هيرد وجزر ماكدونالد (أستراليا) | 0                                  | 1                           | 1                    | أراض فرنسية جنوبية وأنتارتيكية (فرنسا) (بحر) |
| هندوراس | 3                                  | 8                           | 8                    | بليز (بحر) · كوبا (بحر) · السلفادور · غواتيمالا · جامايكا (بحر) · المكسيك (بحر) · نيكاراجوا · جزر كايمان (المملكة المتحدة) (بحر) |
| هونغ كونغ (الصين) | 0 (1)                              | 0 (1)                       | 0 (1)                | الصين |
| جزيرة هاولاند (الولايات المتحدة) | 0                                  | 0 (1)                       | 0 (1)                | جزيرة بيكر (الولايات المتحدة) (بحر) |
| المجر | 7                                  | 0                           | 7                    | النمسا (بر) · كرواتيا (بر) · رومانيا (بر) · صربيا (بر) · سلوفاكيا (بر) · سلوفينيا (بر) · أوكرانيا (بر) |
| آيسلندا | 0                                  | 2 (3)                       | 2 (3)                | جزر فارو (الدنمارك) (بحر) · جرينلاند (الدنمارك) (بحر) · يان ماين (النرويج) (بحر) |
| الهند | 6                                  | 7                           | 10                   | بنغلاديش · بوتان (بر) · ميانمار · الصين (بر) · إندونيسيا (بحر) · جزر المالديف (بحر) · نيبال (بر) · باكستان · سريلانكا (بحر) · تايلاند (بحر) |
| إندونيسيا | 3                                  | 12 (14)                     | 12 (14)              | أستراليا (بحر) · الصين (بحر) · تيمور الشرقية · الهند (بحر) · ماليزيا · بالاو (بحر) · بابوا غينيا الجديدة · الفلبين (بحر) · سنغافورة (بحر) · تايوان (بحر) · تايلاند (بحر) · فيتنام (بحر) · جزر أشمور وكارتيير (أستراليا) (بحر) · جزيرة كريسماس (أستراليا) (بحر) |
| إيران | 7                                  | 10                          | 13                   | أفغانستان (بر) · أرمينيا (بر) · أذربيجان · البحرين (بحر) · العراق · الكويت (بحر) · سلطنة عمان (بحر) · باكستان · قطر (بحر) · السعودية (بحر) · تركيا (بر) · تركمانستان · الإمارات العربية المتحدة (بحر) |
| العراق | 6                                  | 2                           | 6                    | إيران · الأردن (بر) · الكويت · السعودية (بر) · سوريا (بر) · تركيا (بر) |
| جمهورية أيرلندا | 1                                  | 1                           | 1                    | المملكة المتحدة |
| جزيرة مان (المملكة المتحدة) | 0                                  | 0 (1)                       | 0 (1)                | المملكة المتحدة |
| إسرائيل | 5                                  | 5                           | 6                    | قبرص (بحر) · مصر · الأردن · لبنان · سوريا (بر) · فلسطين |
| إيطاليا | 6                                  | 11                          | 15                   | ألبانيا (بحر) · الجزائر (بحر) · النمسا (بر) · كرواتيا (بحر) · فرنسا · اليونان (بحر) · ليبيا (بحر) · مالطا (بحر) · الجبل الأسود (بحر) · سان مارينو (بر) · سلوفينيا · إسبانيا (بحر) · سويسرا (بر) · تونس (بحر) · الفاتيكان (بر) |
| جامايكا | 0                                  | 7                           | 7                    | كولومبيا (بحر) · كوبا (بحر) · هايتي (بحر) · هندوراس (بحر) · نيكاراجوا (بحر) · جزر كايمان (المملكة المتحدة) (بحر) · جزيرة نافاسا (الولايات المتحدة) (بحر) |
| يان ماين (النرويج) | 0                                  | 2                           | 2                    | آيسلندا (بحر) · جرينلاند (الدنمارك) (بحر) |
| اليابان | 0                                  | 7                           | 7                    | الصين (بحر) · كوريا الجنوبية (بحر) · الفلبين (بحر) · روسيا (بحر) · جزر ماريانا الشمالية (الولايات المتحدة) (بحر) · تايوان (بحر) |
| جزيرة جارفيس (الولايات المتحدة) | 0                                  | 1                           | 1                    | كيريباتي (بحر) |
| جيرزي (المملكة المتحدة) | 0                                  | 1 (2)                       | 1 (2)                | فرنسا (بحر) · غيرنزي (المملكة المتحدة) (بحر) |
| جزيرة جونستون المرجانية (الولايات المتحدة) | 0                                  | 0                           | 0                    | |
| الأردن | 5                                  | 3                           | 6                    | مصر (بحر) · العراق (بر) · إسرائيل · السعودية · سوريا (بر) · فلسطين (بر) |
| كازاخستان | 5                                  | 3                           | 6                    | أذربيجان (بحر) · الصين (بر) · قرغيزستان (بر) · روسيا · تركمانستان · أوزبكستان (بر) |
| كينيا | 5                                  | 2                           | 5                    | إثيوبيا (بر) · الصومال · جنوب السودان (بر) · تنزانيا · أوغندا (بر) |
| شعب كينغمان المرجانية (الولايات المتحدة) | 0                                  | 1 (2)                       | 1 (2)                | كيريباتي (بحر) · جزر بالميرا المرجانية (الولايات المتحدة) (بحر) |
| كيريباتي | 0                                  | 6 (10)                      | 6 (10)               | جزر مارشال (بحر) · ناورو (بحر) · توفالو (بحر) · جزر كوك (نيوزيلندا) (بحر) · بولينزيا الفرنسية (فرنسا) (بحر) · جزيرة بيكر (الولايات المتحدة) (بحر) · جزيرة جارفيس (الولايات المتحدة) (بحر) · شعب كينغمان المرجانية (الولايات المتحدة) (بحر) · جزر بالميرا المرجانية (الولايات المتحدة) (بحر) · توكيلاو (نيوزيلندا) (بحر) |
| كوريا الشمالية | 3                                  | 3                           | 3                    | الصين · كوريا الجنوبية · روسيا |
| كوريا الجنوبية | 1                                  | 3                           | 3                    | الصين (بحر) · اليابان (بحر) · كوريا الشمالية |
| كوسوفو | 4                                  | 0                           | 4                    | ألبانيا (بر) · الجبل الأسود (بر) · مقدونيا الشمالية (بر) · صربيا (بر) |
| الكويت | 2                                  | 3                           | 3                    | إيران (بحر) · العراق · السعودية |
| قرغيزستان | 4                                  | 0                           | 4                    | الصين (بر) · كازاخستان (بر) · طاجيكستان (بر) · أوزبكستان (بر) |
| لاوس | 5                                  | 0                           | 5                    | ميانمار (بر) · كمبوديا (بر) · الصين (بر) · تايلاند (بر) · فيتنام (بر) |
| لاتفيا | 4                                  | 3                           | 5                    | بيلاروسيا (بر) · إستونيا · ليتوانيا · روسيا (بر) · السويد (بحر) |
| لبنان | 2                                  | 3                           | 3                    | قبرص (بحر) · إسرائيل · سوريا |
| ليسوتو | 1                                  | 0                           | 1                    | جنوب أفريقيا (بر) |
| ليبيريا | 3                                  | 2                           | 3                    | ساحل العاج · غينيا (بر) · سيراليون |
| ليبيا | 6                                  | 5                           | 9                    | الجزائر (بر) · تشاد (بر) · مصر · اليونان (بحر) · إيطاليا (بحر) · مالطا (بحر) · النيجر (بر) · السودان (بر) · تونس |
| ليختنشتاين | 2                                  | 0                           | 2                    | النمسا (بر) · سويسرا (بر) |
| ليتوانيا | 4                                  | 3                           | 5                    | بيلاروسيا (بر) · لاتفيا · بولندا (بر) · روسيا · السويد (بحر) |
| لوكسمبورغ | 3                                  | 0                           | 3                    | بلجيكا (بر) · فرنسا (بر) · ألمانيا (بر) |
| ماكاو (الصين) | 0 (1)                              | 0 (1)                       | 0 (1)                | الصين |
| مدغشقر | 0                                  | 5 (6)                       | 5 (6)                | جزر القمر (بحر) · فرنسا (بحر) · موريشيوس (بحر) · موزمبيق (بحر) · سيشل (بحر) · أراض فرنسية جنوبية وأنتارتيكية (فرنسا) (بحر) |
| مالاوي | 3                                  | 0                           | 3                    | موزمبيق (بر) · تنزانيا (بر) · زامبيا (بر) |
| ماليزيا | 3                                  | 8                           | 8                    | بروناي · كمبوديا (بحر) · إندونيسيا · الفلبين (بحر) · سنغافورة (بحر) · تايلاند · فيتنام (بحر) · تايوان (بحر) |
| جزر المالديف | 0                                  | 3                           | 3                    | الهند (بحر) · سريلانكا (بحر) · إقليم المحيط الهندي البريطاني (المملكة المتحدة) (بحر) |
| مالي | 7                                  | 0                           | 7                    | الجزائر (بر) · بوركينا فاسو (بر) · ساحل العاج (بر) · غينيا (بر) · موريتانيا (بر) · النيجر (بر) · السنغال (بر) |
| مالطا | 0                                  | 3                           | 3                    | إيطاليا (بحر) · ليبيا (بحر) · تونس (بحر) |
| جزر مارشال | 0                                  | 4                           | 4                    | كيريباتي (بحر) · ميكرونيسيا (بحر) · ناورو (بحر) · جزيرة ويك (الولايات المتحدة) (بحر) |
| موريتانيا | 4                                  | 3                           | 5                    | الجزائر (بر) · الرأس الأخضر (بحر) · مالي (بر) · السنغال · الصحراء الغربية · تقع موريتانيا على حدود الصحراء الغربية التي تدعي المغرب أنها أرضها |
| موريشيوس | 0                                  | 3 (4)                       | 3 (4)                | فرنسا (بحر) · مدغشقر (بحر) · سيشل (بحر) · أراض فرنسية جنوبية وأنتارتيكية (فرنسا) (بحر) |
| المكسيك | 3                                  | 5                           | 5                    | بليز · كوبا (بحر) · غواتيمالا · هندوراس (بحر) · الولايات المتحدة |
| ميكرونيسيا | 0                                  | 4                           | 4                    | جزر مارشال (بحر) · بالاو (بحر) · بابوا غينيا الجديدة (بحر) · غوام (الولايات المتحدة) (بحر) |
| قالب:بيانات بلد جزر الميدواي (الولايات المتحدة) | 0                                  | 0 (1)                       | 0 (1)                | الولايات المتحدة |
| مولدوفا | 2                                  | 0                           | 2                    | رومانيا (بر) · أوكرانيا (بر) |
| موناكو | 1                                  | 1                           | 1                    | فرنسا |
| منغوليا | 2                                  | 0                           | 2                    | الصين (بر) · روسيا (بر) |
| الجبل الأسود | 5                                  | 3                           | 6                    | ألبانيا · البوسنة والهرسك (بر) · كرواتيا · إيطاليا (بحر) · صربيا (بر) · كوسوفو (بر) |
| مونتسرات (المملكة المتحدة) | 0                                  | 4                           | 4                    | أنتيغوا وباربودا (بحر) · فرنسا (بحر) · سانت كيتس ونيفيس (بحر) · فنزويلا (بحر) |
| المغرب | 3                                  | 4                           | 4                    | الجزائر · البرتغال (بحر) · إسبانيا · الصحراء الغربية · يطالب المغرب بالصحراء الغربية التي تطالب بالاستقلال. |
| موزمبيق | 6                                  | 5                           | 9                    | جزر القمر (بحر) · إسواتيني (بر) · مدغشقر (بحر) · مالاوي (بر) · جنوب أفريقيا · تنزانيا · زامبيا (بر) · زيمبابوي (بر) · أراض فرنسية جنوبية وأنتارتيكية (فرنسا) (بحر) |
| ميانمار | 5                                  | 3                           | 5                    | بنغلاديش · الصين (بر) · الهند · لاوس (بر) · تايلاند |
| ناميبيا | 4                                  | 2                           | 4                    | أنغولا · بوتسوانا (بر) · جنوب أفريقيا · زامبيا (بر) |
| ناورو | 0                                  | 2                           | 2                    | كيريباتي (بحر) · جزر مارشال (بحر) |
| جزيرة نافاسا (الولايات المتحدة) | 0                                  | 3                           | 3                    | كوبا (بحر) · هايتي (بحر) · جامايكا (بحر) |
| نيبال | 2                                  | 0                           | 2                    | الهند (بر) · الصين (بر) |
| هولندا | 2                                  | 7 (11)                      | 7 (11)               | بلجيكا · ألمانيا · سانت كيتس ونيفيس (بحر) · المملكة المتحدة (بحر) · فنزويلا (بحر) · أنجويلا (المملكة المتحدة) (بحر) · كوراساو (مملكة هولندا) (بحر) · سان بارتليمي (فرنسا) (بحر) · تجمع سان مارتين (فرنسا) (بحر) · سينت مارتن (مملكة هولندا) · جزر العذراء الأمريكية (الولايات المتحدة) (بحر) |
| مملكة هولندا · تشمل: هولندا · أروبا · كوراساو · سينت مارتن | 3                                  | 8 (10)                      | 8 (10)               | بلجيكا · جمهورية الدومينيكان (بحر) · ألمانيا · سانت كيتس ونيفيس (بحر) · المملكة المتحدة (بحر) · فنزويلا (بحر) · أنجويلا (المملكة المتحدة) (بحز) · سان بارتيلمي (فرنسا) (بحر) · تجمع سان مارتين (فرنسا) · جزر العذراء الأمريكية (الولايات المتحدة) (بحر) |
| كاليدونيا الجديدة (فرنسا) | 0                                  | 4 (5)                       | 4 (5)                | فيجي (بحر) · جزر سليمان (بحر) · فانواتو (بحر) · جزر بحر المرجان (أستراليا) (بحر) · جزيرة نورفولك (أستراليا) (بحر) |
| نيوزيلندا | 0                                  | 1 (2)                       | 1 (2)                | أستراليا (بحر) · جزيرة نورفولك (أستراليا) (بحر) |
| عالم نيوزيلندا تشمل: · جزر كوك · نيوزيلندا · نييوي · توكيلاو | 0                                  | 6 (8)                       | 6 (8)                | أستراليا (بحر) · كيريباتي (بحر) · ساموا (بحر) · تونغا (بحر) · ساموا الأمريكية (الولايات المتحدة) (بحر) · بولينزيا الفرنسية (فرنسا) (بحر) · جزيرة نورفولك (أستراليا) (بحر) · والس وفوتونا (فرنسا) (بحر) |
| نيكاراجوا | 2                                  | 6                           | 6                    | كولومبيا (بحر) · كوستاريكا · السلفادور (بحر) · هندوراس · جامايكا (بحر) · بنما (بحر) |
| النيجر | 7                                  | 0                           | 7                    | الجزائر (بر) · بنين (بر) · بوركينا فاسو (بر) · تشاد (بر) · ليبيا (بر) · مالي (بر) · نيجيريا (بر) |
| نيجيريا | 4                                  | 4                           | 6                    | بنين · الكاميرون · تشاد (بر) · غينيا الاستوائية (بحر) · النيجر (بر) · ساو تومي وبرينسيب (بحر) |
| نييوي (نيوزيلندا) | 0                                  | 2 (3)                       | 2 (3)                | تونغا (بحر) · ساموا الأمريكية (الولايات المتحدة) (بحر) · جزر كوك (نيوزيلندا) (بحر) |
| جزيرة نورفولك (أستراليا) | 0                                  | 2                           | 2                    | نيوزيلندا (بحر) · كاليدونيا الجديدة (فرنسا) (بحر) |
| مقدونيا الشمالية | 5                                  | 0                           | 5                    | ألبانيا (بر) · بلغاريا (بر) · اليونان (بر) · صربيا (بر) · كوسوفو (بر) |
| جزر ماريانا الشمالية (الولايات المتحدة) | 0                                  | 1 (2)                       | 1 (2)                | اليابان (بحر) · غوام (الولايات المتحدة) (بحر) |
| النرويج | 3                                  | 4 (6)                       | 5 (7)                | الدنمارك (بحر) · فنلندا (بر) · روسيا · السويد · المملكة المتحدة (بحر) · جزر فارو (الدنمارك) (بحر) · سفالبارد (النرويج) (بحر) |
| النرويج · يشمل: النرويج · جزيرة بوفيه · يان ماين · سفالبارد | 3                                  | 5 (7)                       | 6 (8)                | الدنمارك (بحر) · فنلندا (بر) · آيسلندا (بحر) · روسيا · السويد · المملكة المتحدة (بحر) · جزر فارو (الدنمارك) (بحر) · جرينلاند (الدنمارك) (بحر) |
| سلطنة عمان | 3                                  | 4                           | 5                    | إيران (بحر) · باكستان (بحر) · السعودية (بر) · الإمارات العربية المتحدة · اليمن |
| باكستان | 4                                  | 3                           | 5                    | أفغانستان (بر) · الصين (بر) · الهند · إيران · سلطنة عمان (بحر) |
| بالاو | 0                                  | 3                           | 3                    | إندونيسيا (بحر) · ميكرونيسيا (بحر) · الفلبين (بحر) |
| فلسطين | 3                                  | 2                           | 3                    | مصر · إسرائيل · الأردن (بر) |
| جزر بالميرا المرجانية (الولايات المتحدة) | 0                                  | 1 (2)                       | 1 (2)                | كيريباتي (بحر) · شعب كينغمان المرجانية (الولايات المتحدة) (بحر) |
| بنما | 2                                  | 3                           | 3                    | كولومبيا · كوستاريكا · نيكاراجوا (بحر) |
| بابوا غينيا الجديدة | 1                                  | 4 (5)                       | 4 (5)                | أستراليا (بحر) · إندونيسيا · ميكرونيسيا (بحر) · جزر سليمان (بحر) · جزر بحر المرجان (أستراليا) (بحر) |
| باراغواي | 3                                  | 0                           | 3                    | الأرجنتين (بر) · بوليفيا (بر) · البرازيل (بر) |
| بيرو | 5                                  | 2                           | 5                    | بوليفيا (بر) · البرازيل (بر) · تشيلي · كولومبيا (بر) · الإكوادور |
| جزيرة بطرس الأول (النرويج) | 0                                  | 1                           | 1                    | المقاطعة التشيلية بالقارة القطبية الجنوبية (تشيلي) (بحر) |
| الفلبين | 0                                  | 8                           | 8                    | بروناي (بحر) · الصين (بحر) · إندونيسيا (بحر) · اليابان (بحر) · ماليزيا (بحر) · بالاو (بحر) · فيتنام (بحر) · تايوان (بحر) |
| جزر بيتكيرن (المملكة المتحدة) | 0                                  | 1                           | 1                    | بولينزيا الفرنسية (فرنسا) (بحر) |
| بولندا | 7                                  | 4                           | 9                    | بيلاروسيا (بر) · التشيك (بر) · الدنمارك (بحر) · ألمانيا · ليتوانيا (بر) · روسيا · سلوفاكيا (بر) · السويد (بحر) · أوكرانيا (بر) |
| البرتغال | 1                                  | 2                           | 2                    | المغرب (بحر) · إسبانيا |
| بورتوريكو (الولايات المتحدة) | 0                                  | 3 (4)                       | 3 (4)                | جمهورية الدومينيكان (بحر) · فنزويلا (بحر) · الجزر العذراء البريطانية (المملكة المتحدة) (بحر) · جزر العذراء الأمريكية (الولايات المتحدة) (بحر) |
| قطر | 1                                  | 4                           | 4                    | البحرين (بحر) · إيران (بحر) · السعودية · الإمارات العربية المتحدة (بحر) |
| أرض الملكة مود (النرويج) | 2                                  | 2                           | 2                    | الإقليم الأسترالي في القارة القطبية الجنوبية (أستراليا) · المقاطعة البريطانية بالقارة القطبية الجنوبية (المملكة المتحدة) |
| رومانيا | 5                                  | 3                           | 6                    | بلغاريا · المجر (بر) · مولدوفا (بر) · روسيا (بحر) · صربيا (بر) · أوكرانيا |
| منطقة روس (نيوزيلندا) | 1                                  | 1                           | 1                    | الإقليم الأسترالي في القارة القطبية الجنوبية (أستراليا) |
| روسيا | 14                                 | 15 (16)                     | 19 (20)              | أذربيجان · بيلاروسيا (بر) · الصين (بر) · إستونيا · فنلندا · جورجيا · اليابان (بحر) · كازاخستان · كوريا الشمالية · لاتفيا (بر) · ليتوانيا · منغوليا (بر) · النرويج · بولندا · رومانيا (بحر) · السويد (بحر) · تركيا (بحر) · أوكرانيا · الولايات المتحدة (بحر) · سفالبارد (النرويج) (بحر) |
| رواندا | 4                                  | 0                           | 4                    | بوروندي (بر) · جمهورية الكونغو الديمقراطية (بر) · تنزانيا (بر) · أوغندا (بر) |
| سان بارتليمي (فرنسا) | 0                                  | 4 (6)                       | 4 (6)                | أنتيغوا وباربودا (بحر) · هولندا (بحر) · سانت كيتس ونيفيس (بحر) · أنجويلا (المملكة المتحدة) (بحر) · تجمع سان مارتين (فرنسا) (بحر) · سينت مارتن (مملكة هولندا) (بحر) |
| سانت هيلانة وأسينشين وتريستان دا كونا (المملكة المتحدة) | 0                                  | 0                           | 0                    | |
| سانت كيتس ونيفيس | 0                                  | 5                           | 5                    | أنتيغوا وباربودا (بحر) · هولندا (بحر) · فنزويلا (بحر) · مونتسرات (المملكة المتحدة) (بحر) · سان بارتليمي (فرنسا) (بحر) |
| سانت لوسيا | 0                                  | 4                           | 4                    | باربادوس (بحر) · فرنسا (بحر) · سانت فينسنت والغرينادين (بحر) · فنزويلا (بحر) |
| تجمع سان مارتين (فرنسا) | 1                                  | 2 (4)                       | 2 (4)                | هولندا (بحر) · أنجويلا (المملكة المتحدة) (بحر) · سان بارتليمي (فرنسا) (بحر) · سينت مارتن (مملكة هولندا) |
| سان بيار وميكلون (فرنسا) | 0                                  | 1                           | 1                    | كندا (بحر) |
| سانت فينسنت والغرينادين | 0                                  | 5                           | 5                    | باربادوس (بحر) · غرينادا (بحر) · سانت لوسيا (بحر) · ترينيداد وتوباغو (بحر) · فنزويلا (بحر) |
| ساموا | 0                                  | 4                           | 4                    | تونغا (بحر) · ساموا الأمريكية (الولايات المتحدة) (بحر) · توكيلاو (نيوزيلندا) (بحر) · والس وفوتونا (فرنسا) (بحر) |
| سان مارينو | 1                                  | 0                           | 1                    | إيطاليا (بر) |
| ساو تومي وبرينسيب | 0                                  | 3                           | 3                    | غينيا الاستوائية (بحر) · الغابون (بحر) · نيجيريا (بحر) |
| السعودية | 7                                  | 10                          | 12                   | البحرين (بحر) · مصر (بحر) · إريتريا (بحر) · إيران (بحر) · العراق (بر) · الأردن · الكويت · سلطنة عمان (بر) · قطر · السودان (بحر) · الإمارات العربية المتحدة · اليمن |
| السنغال | 5                                  | 4                           | 6                    | الرأس الأخضر (بحر) · غامبيا · غينيا (بر) · غينيا بيساو · مالي (بر) · موريتانيا |
| صربيا | 8                                  | 0                           | 8                    | البوسنة والهرسك (بر) · بلغاريا (بر) · كرواتيا (بر) · المجر (بر) · الجبل الأسود (بر) · مقدونيا الشمالية (بر) · رومانيا (بر) · كوسوفو (بر) · التجاوب الدولي مع استقلال كوسوفو |
| سيشل | 0                                  | 5                           | 5                    | جزر القمر (بحر) · مدغشقر (بحر) · موريشيوس (بحر) · تنزانيا (بحر) · أراض فرنسية جنوبية وأنتارتيكية (فرنسا) (بحر) |
| سيراليون | 2                                  | 2                           | 2                    | غينيا · ليبيريا |
| سنغافورة | 0                                  | 2                           | 2                    | إندونيسيا (بحر) · ماليزيا (بحر) |
| سينت مارتن (مملكة هولندا) | 1                                  | 1 (3)                       | 1 (3)                | هولندا (بحر) · سان بارتيلمي (فرنسا) (بحر) · تجمع سان مارتين (فرنسا) |
| سلوفاكيا | 5                                  | 0                           | 5                    | النمسا (بر) · التشيك (بر) · المجر (بر) · بولندا (بر) · أوكرانيا (بر) |
| سلوفينيا | 4                                  | 2                           | 4                    | النمسا (بر) · كرواتيا · إيطاليا · المجر (بر) |
| جزر سليمان | 0                                  | 5                           | 5                    | فيجي (بحر) · بابوا غينيا الجديدة (بحر) · فانواتو (بحر) · جزر بحر المرجان (أستراليا) (بحر) · كاليدونيا الجديدة (فرنسا) (بحر) |
| الصومال | 3                                  | 3                           | 4                    | جيبوتي · إثيوبيا (بر) · كينيا · اليمن (بحر) · صوماليلاند، التي تعتبر نفسها مستقلة، هي الجزء الوحيد من الصومال الذي يشارك الحدود مع جيبوتي |
| صوماليلاند | 3                                  | 3                           | 4                    | جيبوتي · إثيوبيا (بر) · الصومال · اليمن (بحر) |
| جنوب أفريقيا | 6                                  | 2                           | 6                    | بوتسوانا (بر) · إسواتيني (بر) · ليسوتو (بر) · موزمبيق · ناميبيا · زيمبابوي (بر) |
| جورجيا الجنوبية وجزر ساندويتش الجنوبية (المملكة المتحدة) | 0                                  | 0                           | 0                    | |
| أوسيتيا الجنوبية | 2                                  | 0                           | 2                    | جورجيا (بر) · روسيا (بر) |
| جنوب السودان | 6                                  | 0                           | 6                    | جمهورية أفريقيا الوسطى (بر) · جمهورية الكونغو الديمقراطية (بر) · إثيوبيا (بر) · كينيا (بر) · السودان (بر) · أوغندا (بر) |
| إسبانيا | 5                                  | 7                           | 8                    | الجزائر (بحر) · أندورا (بر) · فرنسا · إيطاليا (بحر) · المغرب · البرتغال · جبل طارق (المملكة المتحدة) · الصحراء الغربية (بحر) |
| سريلانكا | 0                                  | 2                           | 2                    | الهند (بحر) · جزر المالديف (بحر) |
| السودان | 7                                  | 3                           | 8                    | جمهورية أفريقيا الوسطى (بر) · تشاد (بر) · مصر · إريتريا · إثيوبيا (بر) · ليبيا (بر) · السعودية (بحر) · جنوب السودان (بر) |
| سورينام | 3                                  | 2                           | 3                    | البرازيل (بر) · فرنسا · غويانا |
| سفالبارد (النرويج) | 0                                  | 2 (3)                       | 2 (3)                | النرويج (بحر) · روسيا (بحر) · جرينلاند (الدنمارك) (بحر) |
| السويد | 2                                  | 9                           | 9                    | الدنمارك (بحر) · إستونيا (بحر) · فنلندا · ألمانيا (بحر) · لاتفيا (بحر) · ليتوانيا (بحر) · النرويج · بولندا (بحر) · روسيا (بحر) |
| سويسرا | 5                                  | 0                           | 5                    | النمسا (بر) · فرنسا (بر) · إيطاليا (بر) · ليختنشتاين (بر) · ألمانيا (بر) |
| سوريا | 5                                  | 3                           | 6                    | قبرص (بحر) · العراق (بر) · إسرائيل (بر) · الأردن (بر) · لبنان · تركيا |
| تايوان | 0                                  | 7                           | 7                    | بروناي (بحر) · الصين (بحر) · إندونيسيا (بحر) · اليابان (بحر) · ماليزيا (بحر) · الفلبين (بحر) · فيتنام (بحر) |
| طاجيكستان | 4                                  | 0                           | 4                    | أفغانستان (بر) · الصين (بر) · قرغيزستان (بر) · أوزبكستان (بر) |
| تنزانيا | 8                                  | 4                           | 10                   | بوروندي (بر) · جزر القمر (بحر) · جمهورية الكونغو الديمقراطية (بر) · كينيا · مالاوي (بر) · موزمبيق · رواندا (بر) · سيشل (بحر) · أوغندا (بر) · زامبيا (بر) |
| تايلاند | 4                                  | 6                           | 7                    | ميانمار · كمبوديا · الهند (بحر) · إندونيسيا (بحر) · لاوس (بحر) · ماليزيا · فيتنام (بحر) |
| توغو | 3                                  | 2                           | 3                    | بنين · بوركينا فاسو (بر) · غانا |
| توكيلاو (نيوزيلندا) | 0                                  | 4 (5)                       | 4 (5)                | كيريباتي (بحر) · ساموا (بحر) · ساموا الأمريكية (الولايات المتحدة) (بحر) · جزر كوك (نيوزيلندا) (بحر) · والس وفوتونا (فرنسا) (بحر) |
| تونغا | 0                                  | 5                           | 5                    | فيجي (بحر) · ساموا (بحر) · ساموا الأمريكية (الولايات المتحدة) (بحر) · نييوي (نيوزيلندا) (بحر) · والس وفوتونا (فرنسا) (بحر) |
| ترانسنيستريا | 2                                  | 0                           | 2                    | مولدوفا (بر) · أوكرانيا (بر) |
| ترينيداد وتوباغو | 0                                  | 5                           | 5                    | باربادوس (بحر) · غرينادا (بحر) · غويانا (بحر) · سانت فينسنت والغرينادين (بحر) · فنزويلا (بحر) |
| تونس | 2                                  | 4                           | 4                    | الجزائر · إيطاليا (بحر) · ليبيا · مالطا (بحر) |
| تركيا | 8                                  | 8                           | 12                   | أرمينيا (بر) · أذربيجان (بر) · بلغاريا · قبرص (بحر) · مصر (بحر) · جورجيا · اليونان · إيران (بر) · العراق (بر) · روسيا (بحر) · سوريا · أوكرانيا (بحر) · لدى تركيا حدود بحرية مع قبرص الشمالية، والتي تعتبرها جميع الدول الأخرى جزءًا من قبرص |
| تركمانستان | 4                                  | 3                           | 5                    | أفغانستان (بر) · أذربيجان (بحر) · إيران · كازاخستان · أوزبكستان (بر) |
| جزر توركس وكايكوس (المملكة المتحدة) | 0                                  | 3                           | 3                    | باهاماس (بحر) · جمهورية الدومينيكان (بحر) · هايتي (بحر) |
| توفالو | 0                                  | 3                           | 3                    | فيجي (بحر) · كيريباتي (بحر) · والس وفوتونا (فرنسا) (بحر) |
| أوغندا | 5                                  | 0                           | 5                    | جمهورية الكونغو الديمقراطية (بر) · كينيا (بر) · رواندا (بر) · جنوب السودان (بر) · تنزانيا (بر) |
| أوكرانيا | 7                                  | 3                           | 8                    | بيلاروسيا (بر) · المجر (بر) · مولدوفا (بر) · بولندا (بر) · رومانيا · روسيا · سلوفاكيا (بر) · تركيا (بحر) |
| الإمارات العربية المتحدة | 2                                  | 4                           | 4                    | إيران (بحر) · سلطنة عمان · قطر (بحر) · السعودية |
| المملكة المتحدة | 1                                  | 7 (10)                      | 7 (10)               | بلجيكا (بحر) · الدنمارك (بحر) · فرنسا (بحر) · ألمانيا (بحر) · جمهورية أيرلندا · هولندا (بحر) · النرويج (بحر) · جزر فارو (الدنمارك) (بحر) · غيرنزي (المملكة المتحدة) (بحر) · جزيرة مان (المملكة المتحدة) (بحر) |
| المملكة المتحدة أقاليم ما وراء البحار البريطانية ملحقات التاج البريطاني · تشمل: · أكروتيري ودكليا · أنجويلا · برمودا · إقليم المحيط الهندي البريطاني · الجزر العذراء البريطانية · جزر كايمان · جزر فوكلاند · جبل طارق غيرنزي · جزيرة مان · جيرزي · مونتسرات · جزر بيتكيرن · سانت هيلانة وأسينشين وتريستان دا كونا · جورجيا الجنوبية وجزر ساندويتش الجنوبية جزر توركس وكايكوس | 3                                  | 21 (26)                     | 21 (26)              | أنتيغوا وباربودا (بحر) · الأرجنتين (بحر) · باهاماس (بحر) · بلجيكا (بحر) · كوبا (بحر) · قبرص · الدنمارك (بحر) · جمهورية الدومينيكان (بحر) · فرنسا (بحر) · ألمانيا (بحر) · هايتي (بحر) · هندوراس (بحر) · جمهورية أيرلندا · جامايكا (بحر) · جزر المالديف (بحر) · هولندا (بحر) · النرويج (بحر) · سانت كيتس ونيفيس (بحر) · إسبانيا · فنزويلا (بحر) · جزر فارو (الدنمارك) (بحر) · بولينزيا الفرنسية (فرنسا) (بحر) · بورتوريكو (الولايات المتحدة) (بحر) · سان بارتليمي (فرنسا) (بحر) · تجمع سان مارتين (فرنسا) (بحر) · جزر العذراء الأمريكية (الولايات المتحدة) (بحر) |
| الولايات المتحدة (باستثناء المناطق المعزولة) | 2                                  | 5 (6)                       | 5 (6)                | باهاماس (بحر) · كندا · كوبا (بحر) · المكسيك · روسيا (بحر) · قالب:بيانات بلد جزر الميدواي (الولايات المتحدة) (بحر) |
| الولايات المتحدة (بما في ذلك المناطق المعزولة ‏) · تشمل: · ساموا الأمريكية جزيرة بيكر · غوام · جزيرة هاولاند · جزيرة جارفيس · جزيرة جونستون المرجانية · شعب كينغمان المرجانية · قالب:بيانات بلد جزر الميداوي · جزيرة نافاسا · جزر ماريانا الشمالية · جزر بالميرا المرجانية · بورتوريكو · جزر العذراء الأمريكية · جزيرة ويك                                                    | 2                                  | 18 (21)                     | 18 (21)              | باهاماس (بحر) · كندا · كوبا (بحر) · جمهورية الدومينيكان (بحر) · هايتي (بحر) · جامايكا (بحر) · اليابان (بحر) · كيريباتي (بحر) · جزر مارشال (بحر) · المكسيك · ميكرونيسيا (بحر) · هولندا (بحر) · روسيا (بحر) · ساموا (بحر) · تونغا (بحر) · فنزويلا (بحر) · أنجويلا (المملكة المتحدة) (بحر) · الجزر العذراء البريطانية (المملكة المتحدة) (بحر) · جزر كوك (نيوزيلندا) (بحر) · نييوي (نيوزيلندا) (بحر) · توكيلاو (نيوزيلندا) (بحر) |
| جزر العذراء الأمريكية (الولايات المتحدة) | 0                                  | 3 (5)                       | 3 (5)                | هولندا (بحر) · فنزويلا (بحر) · أنجويلا (المملكة المتحدة) (بحر) · الجزر العذراء البريطانية (المملكة المتحدة) (بحر) · بورتوريكو (الولايات المتحدة) (بحر) |
| أوروغواي | 2                                  | 2                           | 2                    | الأرجنتين · البرازيل |
| أوزبكستان | 5                                  | 0                           | 5                    | أفغانستان (بر) · كازاخستان (بر) · قرغيزستان (بر) · طاجيكستان (بر) · تركمانستان (بر) |
| فانواتو | 0                                  | 3                           | 3                    | فيجي (بحر) · جزر سليمان (بحر) · كاليدونيا الجديدة (فرنسا) (بحر) |
| الفاتيكان | 1                                  | 0                           | 1                    | إيطاليا (بر) |
| فنزويلا | 3                                  | 14 (17)                     | 15 (18)              | باربادوس (بحر) · البرازيل (بر) · كولومبيا · دومينيكا (بحر) · جمهورية الدومينيكان (بحر) · فرنسا (بحر) · غرينادا (بحر) · غويانا · هولندا (بحر) · سانت كيتس ونيفيس (بحر) · سانت لوسيا (بحر) · سانت فينسنت والغرينادين (بحر) · ترينيداد وتوباغو (بحر) · أروبا (مملكة هولندا) (بحر) · كوراساو (مملكة هولندا) (بحر) · مونتسرات (المملكة المتحدة) (بحر) · بورتوريكو (الولايات المتحدة) (بحر) · جزر العذراء الأمريكية (الولايات المتحدة) (بحر) |
| فيتنام | 3                                  | 8                           | 9                    | بروناي (بحر) · كمبوديا · الصين · إندونيسيا (بحر) · لاوس (بر) · ماليزيا (بحر) · الفلبين (بحر) · تايوان (بحر) · تايلاند (بحر) |
| جزيرة ويك (الولايات المتحدة) | 0                                  | 1                           | 1                    | جزر مارشال (بحر) |
| والس وفوتونا (فرنسا) | 0                                  | 5                           | 5                    | فيجي (بحر) · ساموا (بحر) · تونغا (بحر) · توفالو (بحر) · توكيلاو (نيوزيلندا) (بحر) |
| الصحراء الغربية | 3                                  | 3                           | 4                    | الجزائر (بر) · موريتانيا · المغرب · إسبانيا (بحر) |
| اليمن | 2                                  | 5                           | 5                    | جيبوتي (بحر) · إريتريا (بحر) · سلطنة عمان · السعودية · الصومال (بحر) |
| زامبيا | 8                                  | 0                           | 8                    | أنغولا (بر) · بوتسوانا (بر) · جمهورية الكونغو الديمقراطية (بر) · مالاوي (بر) · موزمبيق (بر) · ناميبيا (بر) · تنزانيا (بر) · زيمبابوي (بر) |
| زيمبابوي | 4                                  | 0                           | 4                    | بوتسوانا (بر) · موزمبيق (بر) · جنوب أفريقيا (بر) · زامبيا (بر) |